# Pereliskî, Lebedîn
Pereliskî (în ucraineană Переліски) este un sat în comuna Velîkîi Vîstorop din raionul Lebedîn, regiunea Sumî, Ucraina.

## Demografie
Componența lingvistică a localității Pereliskî
     Ucraineană (95,65%)
     Rusă (4,35%)
Conform recensământului din 2001, majoritatea populației localității Pereliskî era vorbitoare de ucraineană (95,65%), existând în minoritate și vorbitori de rusă (4,35%).